# Marsh One-Day Cup 2022/23
Der Marsh One-Day Cup 2022/23 war die 54. Austragung der nationalen List A Cricket-Meisterschaft in Australien. Der Wettbewerb wurde zwischen dem 23. September 2022 und 8. März 2023 zwischen sechs australischen First-Class-Vertretungen der Bundesstaaten ausgetragen. Im Finale konnte sich Western Australia mit 181 Runs gegen South Australia durchsetzen.

## Format
Die sechs Mannschaften spielten in einer Gruppe einmal gegen jede andere Mannschaft. Für einen Sieg gab es vier Punkte, für ein Unentschieden oder No Result einen und für eine Niederlage keinen Punkt. Ein Bonuspunkt wurde vergeben, wenn bei einem Sinn die eigene Runzahl die des Gegners um das 1,25-fache überstieg, ein weiterer, wenn sie sogar mehr als das Doppelte des Gegners betrug. Des Weiteren war es möglich, dass Mannschaften Punkte abgezogen bekamen, wenn sie beispielsweise zu langsam spielten. Der Gruppenerste und Gruppenzweite bestritten das Finale.

## Resultate

### Gruppenphase
Tabelle
| Teams             | Sp. | S | N | U | R | NR | BP | Ded | Punkte | NRR    |
| ----------------- | --- | - | - | - | - | -- | -- | --- | ------ | ------ |
| Western Australia | 7   | 7 | 0 | 0 | 0 | 0  | 2  | 0   | 30     | +1.039 |
| South Australia   | 7   | 4 | 3 | 0 | 0 | 0  | 2  | 0   | 18     | +0.141 |
| Victoria          | 7   | 3 | 4 | 0 | 0 | 0  | 1  | 0   | 13     | −0.343 |
| Queensland        | 7   | 3 | 4 | 0 | 0 | 0  | 1  | 0   | 13     | –0.530 |
| New South Wales   | 7   | 2 | 5 | 0 | 0 | 0  | 2  | 0   | 10     | +0.157 |
| Tasmanien         | 7   | 2 | 5 | 0 | 0 | 0  | 2  | 0   | 10     | –0.400 |

### Finale
| 8. März Scorecard | Melbourne (WACA) | Western Australia 387-7 (50)           | – | South Australia 206 (31.4) |
|                   |                  | Western Australia gewinnt mit 181 Runs |   |                            |

South Australia gewann den Münzwurf und entschied sich als Feldmannschaft zu beginnen. Als Spieler des Spiels wurde Josh Inglis ausgezeichnet.